# Мілина Скарборо
Мілина Скарборо, також відома як Panacot, Bajo de Masinloc ("Мілина Масінлоку" іспанською), Острів Хуан'янь (Мандаринська спрощ.: 黄岩岛; піньїнь: Huáng Yán Dǎo; літ.: 'острів жовтої скелі'),  Мінжу Жьао (Мандаринська спрощ.: 民主礁; літ.: 'Риф Демократії'), та Мілина Панатаг (філ. Buhanginan ng Panatag, досл. «спокійна піщана мілина»), є двома шхерами розташованими між банкою Маклсфілд на заході та Лусоном на сході. Лусон знаходиться на відстані 220 кілометрів (119 морська миля) та є найближчою сушею. Атол є спірною територією, на яку претендує Республіка Філіппіни згідно з  Вашингтонським договором у 1900 по карті Веларде 1734 року, а також Китайська Народна Республіка та Республіка Китай (Тайвань). Статус атола часто обговорюється у зв'язку з іншими територіальними суперечками у Південнокитайському морі, такими як ті, що стосуються островів Спратлі, та протистояння на мілині Скарборо 2012 року. У 2013 році Філіппіни ініціювали арбітраж проти КНР через UNCLOS. У 2016 році, трибунал постановив, що заява КНР про історичність в межах лінії дев'яти пунктирів є недійсною, але не виніс рішення щодо суверенітету.
Англійська назва атола походить від капітана Філіпа Д'Оверня, чий Ост-індійський корабель Ост-індійський компанії Скарборо сів на одну зі скель 12 вересня 1784 року перед тим, як відпливти до Китаю.

## Географія
Мілина Скарборо утворює ланцюг рифів та скель у формі трикутника периметром 46 км (29 миля). Він займає площу 150 км2 (58 миля2), включаючи внутрішню лагуну. Найвища точка атола, Південна Скеля, під час припливу знаходиться на висоті 1,8 м (5 фут 11 дюйм) над рівнем моря. На північ від Південної Скелі розташований канал шириною приблизно 370 м (1 214 фут) та глибиною 9—11 м (30—36 фут), який веде до лагуни. Кілька інших коралових скель оточують лагуну, утворюючи великий атол.
Атол розташований приблизно за 198 км (123 миля) на захід від Субік-Бей. Манільський жолоб глибиною 5 000—6 000 м (16 000—20 000 фут) лежить між атолом та філіппінським островом Лусон на сході. Найближча точка суші знаходиться в Палауїг, Замбалес на острові Лусон, 220 км (119 морська миля) на схід..

## Міжнародне право
Доктрина міжчасового права була заснована після справи острова Пальмас. Згідно з доктриною, договірні права оцінюються відповідно до законів, чинних на момент укладення договору, а не на момент виникнення спору. Висновки «Якби було встановлено, що будь-який острів у межах описаних кордонів фактично належав Японії, Китаю, Великій Британії чи Голландії, Сполучені Штати не могли б отримати дійсну заяву із їх нібито включення до іспанської цесії».

## Історія

Карта Веларде 1734 року показує Галіт, Панакот, Лумбай, Лос-Бахос-де-Парагва, а також Борней. Карта була одним із ключових доказів у справі ППТС Філіппини v. Китай проти так званих позовів лінії дев'яти пунктирів КНР.

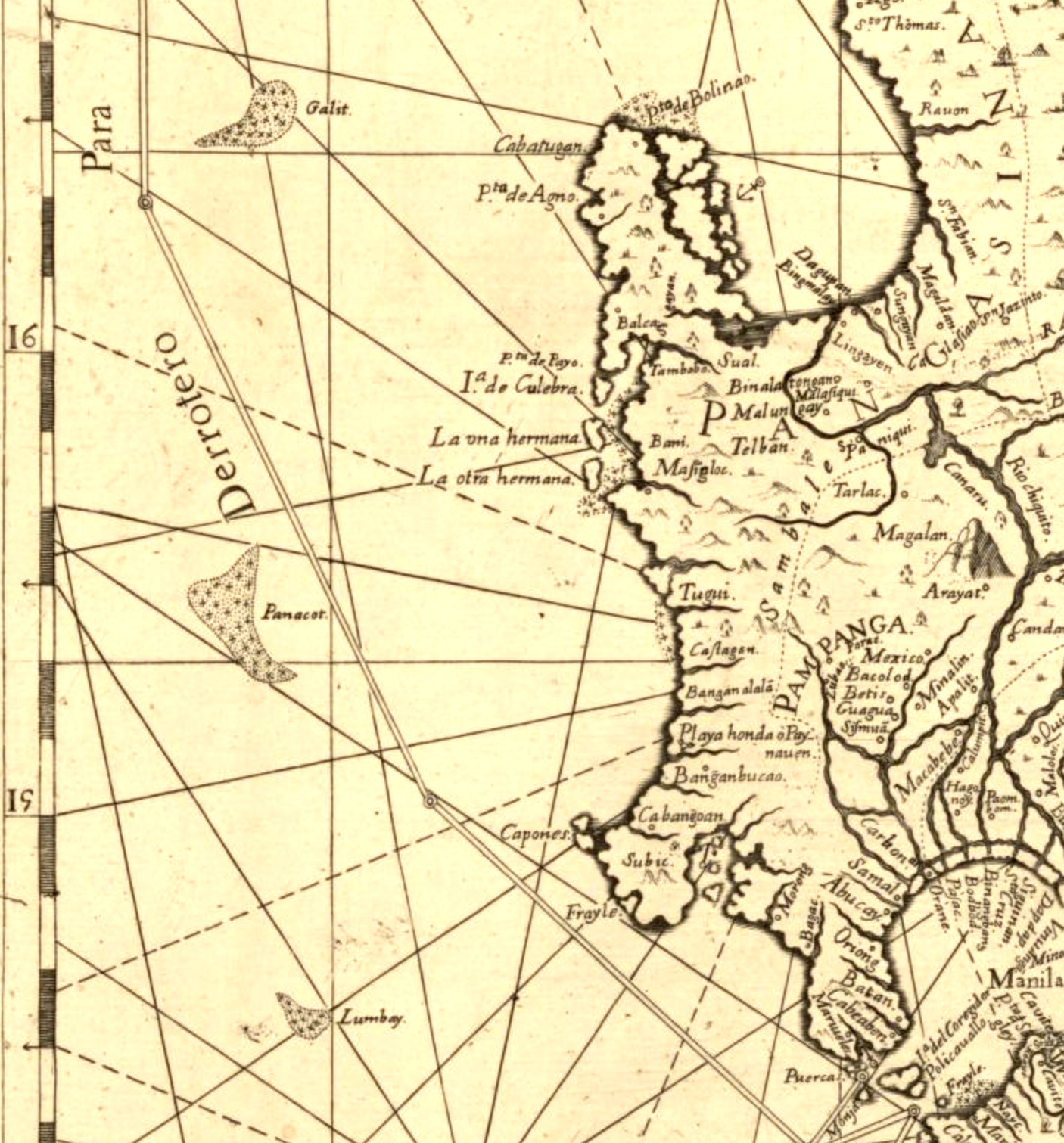
Ґаліт, Панакот, та Лумбай зображені біля узбережжя Центрального Лусона на карті 1734 року

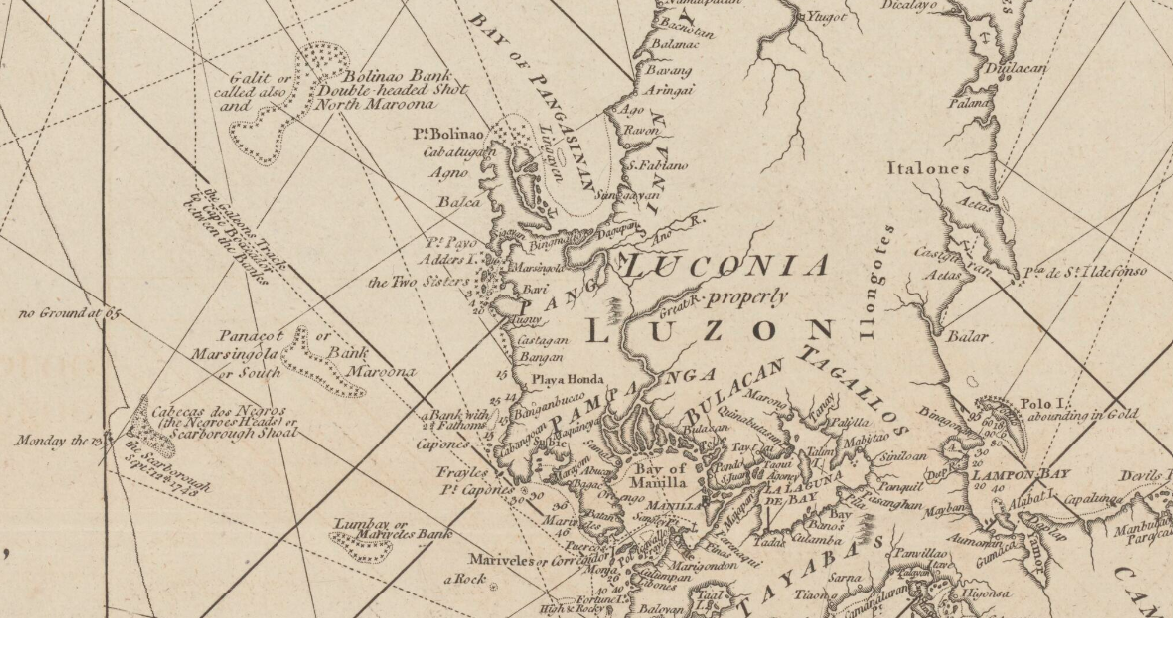
Ґаліт, Панакот, Лумбай та Мілина Скарборо показані біля узбережжя Центрального Лусона на карті 1794 року

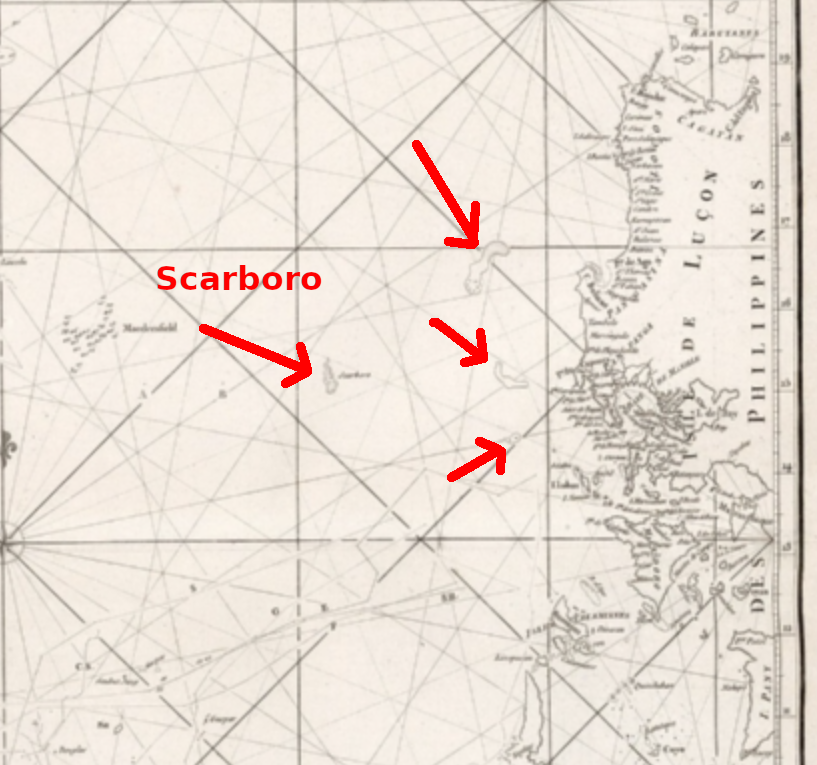
Мілина Скарборо, разом з Ґалітом, Панакотом, та Лумбаєм зображені біля узбережжя Центрального Лусона на карті 1810 року, спочатку опублікованій у 1771 році.

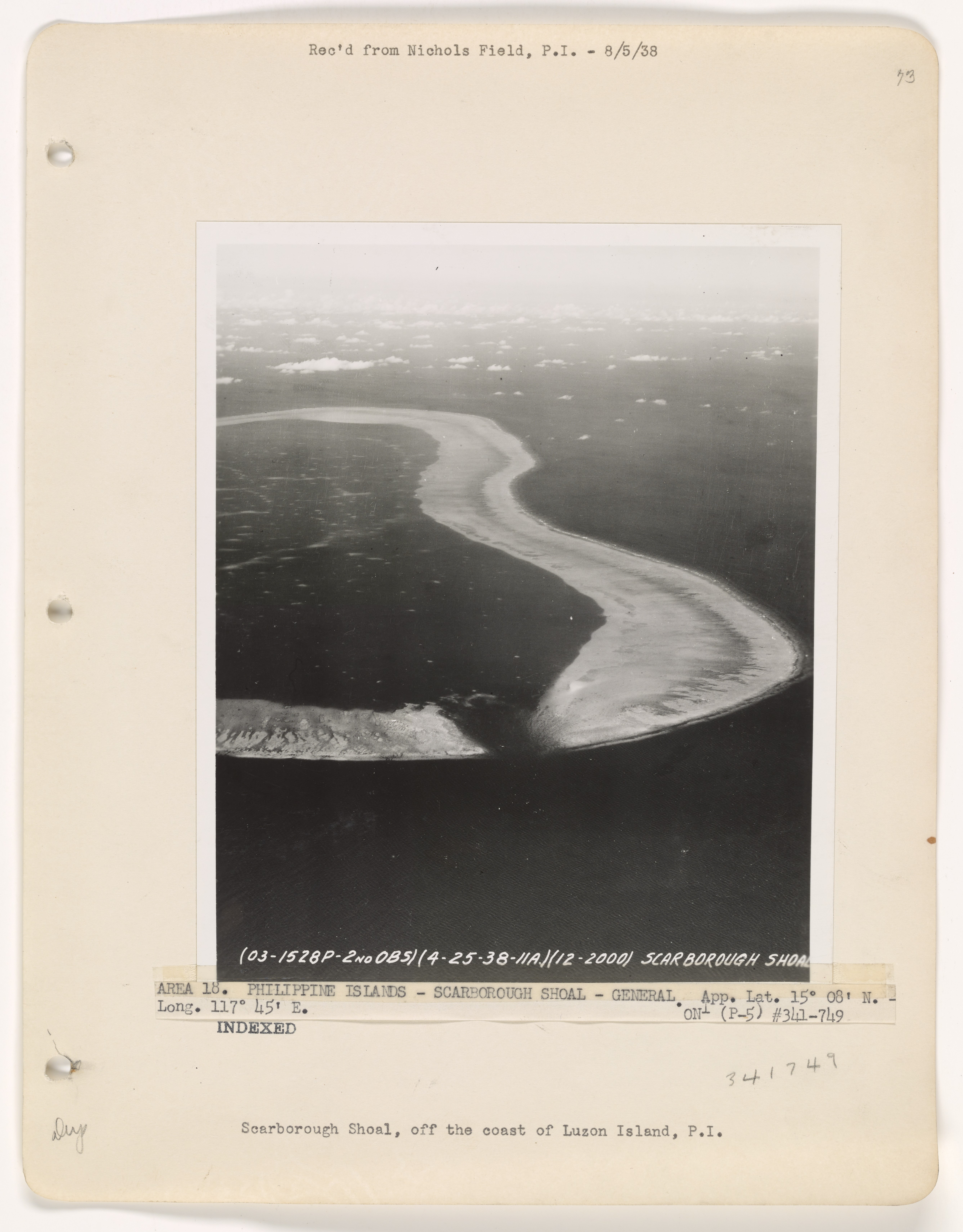
Вид з літака на мілину Скарборо (1938)

Мілина Скарборо названа на честь британського цивільного торгівельного судна Скарборо, яке приземлилося на цьому об'єкті 12 вересня 1748 року.  Філіппіни вважають, що це відноситься до одного з 3 островів, Ґаліт, Панакот та Лумбай, зображених біля узбережжя Центрального Лусона на карті Веларде 1734 року на тлі карт, які були опубліковані з мілиною Скарборо, Галітом, Панакотом та Лумбайєм на карті 1771 року. 
Ряд країн висунули історичні претензії щодо використання мілини Скарборо. У квітні 1800 року її назвали Мілиною Маруна після того, як її обстежив іспанський фрегат «Санта Лучія», і ця назва була використана на карті у 1808 році, але пізніше у Філіппінах була замінена назвою Bajo de Masinglo.:8 У 1889 році на морських картах назва Мілина Маруна усе ще використовувалася подвійно.:9
Китай заявив, що має карту династії Юань та подальші зйомки королівського астронома Го Шоуцзіна за часів правління Хубілай Хана, які показують, що мілина Скарборо використовувалася китайськими рибалками з тринадцятого століття. За словами філіппінського судді Антоніо Карпіо, карти стародавнього Китаю показують острів Хайнань як найпівденнішу точку країни. 
У 1734 році іспанський колоніальний уряд опублікував перше видання карти Веларде, яка показувала території включивши їх до території Філіппін. За словами Філіппін, карта показує фактичний суверенітет над мілиною Скарборо (на карті називається Панакот) та островами Спратлі (на карті називаються як Лос-Бахос-де-Парагуа) і є найдавнішою картою, яка показує суверенітет над згаданими територіями. Сучасну назву атолів вибрав капітан Філіп Д'Овернь, чий Ост-індійський корабель Ост-індійський компанії Скарборо ненадовго зупинився на одній зі скель 12 вересня 1748 року, перш ніж відпливти до Китаю.
Існують карти династії Цін, засновані на праці 1767 року, які показують кілька островів у Південнокитайському морі.
У 1771 році Жан Батист Ніколас Д. Д'Апре де Манневілетт опублікував карту Китайського моря, яка включає мілину Скарборо, а також Ґаліт, Панакот та Лумбай, які знаходяться недалеко від узбережжя Лусона. 4 травня 1792 року іспанський колоніальний уряд території Філіппін розпочав перше дослідження мілини Скарборо. Зйомка Plano de la Navigacion була зроблена Алессандро Маласпіна на борту корабля Santa Lucía разом з філіппінськими товаришами. На карті, опублікованій у 1794 році, мілина Скарборо показано досить детально із зазначенням дати інциденту посадки, а Ґаліт, Панакот та Лумбай показані лише пунктирними лініями. У 1808 році іспанський колоніальний уряд опублікував Carta General del Archipelago Filipino 1808 року, яка вказує на суверенну територію Філіппін, яка, згідно з Філіппінами, включала мілину Скарборо та острови Спратлі, визнану міжнародною спільнотою. У 1875 році найповніше видання Carta General del Archipelago Filipino було опубліковано іспанським колоніальним урядом як офіційну територію Філіппін.
У 1898 році, після іспано-американської війни, Іспанія передала Філіппіни Сполученим Штатам за Паризькою мирною угодою (1898), до якої були додані карти. Проте мілина Скарборо, Спратлі та частини Таві-Таві залишилися в руках іспанців, оскільки вони були виключені з рядків угоди. Це призвело до підписання Вашингтонської угоди (1900), згідно з якої Філіппіни заднім числом передали мілину Скарборо, острови Спратлі та решту частин Таві-таві Сполученим Штатам як частину території Філіппін. Під час справи острова Пальмас, Сполучені Штати, як представник території Філіппін, повторили в меморандумі, що Carta General del Archipielago Filipino 1875 року «є одночасно офіційною американською та офіційною Іспанською картою» території Філіппін.[джерело?] За словами Філіппін, це зв’язало Сполучені Штати визнати мілину Скарборо та острови Спратлі територією Філіппін. З 1899 по 1902 роки військове відомство Сполучених Штатів на території Філіппін чотири рази перевидало Carta General del Archipelago Filipino 1875 року з додаванням військових телеграфних ліній, військових кабельних ліній, ліній східної кабельної компанії та меж військового відомства. Згідно з Філіппінами, карти включали мілину Скарборо як частину території Філіппін.
У 1909 році Китай очолив експедицію дл Парасельсів та вперше офіційно заявив про свої претензії.:8
Міжнародний судовий процес щодо порятунку внаслідок аварії шведського судна Nippon 8 травня 1913 року на мілині Скарборо був розглянутий та визнаний позивачами на Філіппінах.:9
У 1930-х роках Китай та Філіппіни, без відома один одного, вжили заходів, пов’язаних із їхніми претензіями на мілину Скарборо.:4
У квітні 1935 року Китай опублікував карту, на якій мілина Скарборо була додана як його територія.:15
У 1935 році Філіппіни прийняли Конституцію Філіппін 1935 року, яка підтвердила територію Філіппін відповідно до Паризької угоди 1898 року, Вашингтонської угоди 1900 року та Угоди між США та Великобританією 1930 року.
У 1938 році Співдружність Філіппін звернулася до Державного департаменту США з проханням визначити право власності на мілину Скарборо, але не було документальних підтверджень офіційних претензій Філіппін на мілину Скарборо.
У 1943 році Китай опублікував «Довідник Китаю (1937-1943)» під час другою японо-китайської війни. Його найпівденніша територія була визначена як «острів Тритон Парасельської групи». Китай переглянув зміст у 1947 році, вперше в історії оголосивши Спратлі своєю найпівденнішою територією. У Китайському довіднику 1947 року Китай конкретно визнає, що за Спратлі змагаються Китай, Філіппіни та Індокитай.
Уряд Філіппін провів океанографічне дослідження в 1957 році, а в 1965 році на цій території було піднято прапор Філіппін.
У статті від 18 лютого 1980 року Beijing Review підтвердила, що Гуо Шоужінг побудував обсерваторію на Парасельських островах, а не на мілині Скарборо.